# Luigi Villa
Luigi Villa (Pioltello, 11 maggio 1945) è un ex calciatore italiano, di ruolo mediano.

## Carriera
Cresciuto nel Inter, nel 1965 debutta in prima squadra nel Rapallo in Serie C.
Nella stagione 1966-1967 di Serie B passa al Varese dove ottiene una promozione in Serie A.
Dopo aver giocato in Serie A con il Varese nel 1968 passa al Padova in Serie B.
Nel 1969 passa al Foggia sempre in Serie B dove ottiene la sua seconda promozione in Serie A.
Dopo aver giocato in Serie A milita per una stagione al Como prima di fare ritorno al Foggia dove conquista la sua terza promozione in Serie A e gioca il suo terzo campionato in massima serie.
Nella stagione 1975-1976 gioca in Serie C con il Vigevano.
In carriera ha totalizzato complessivamente 33 presenze in Serie A e 146 presenze e 11 reti in Serie B.

## Palmarès

### Club

#### Competizioni nazionali
- Campionato italiano: 1

Inter: 1964-1965

#### Competizioni internazionali
- Coppa dei Campioni: 1

Inter: 1964-1965
- Coppa Intercontinentale: 1

Inter: 1964